# Musée Franz Gertsch
Le musée Franz Gertsch à Berthoud est un musée suisse, financé par le domaine privé et consacré à l'œuvre de Franz Gertsch.